# スキャンダルコンサート

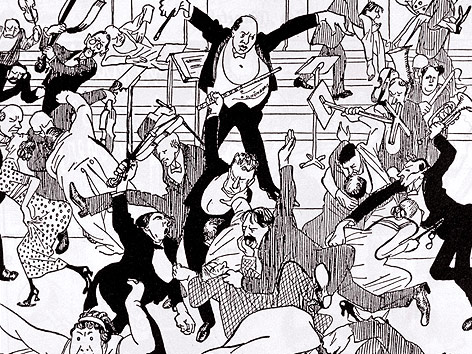
スキャンダルコンサートの様子を描いた当時の風刺画（1913年）

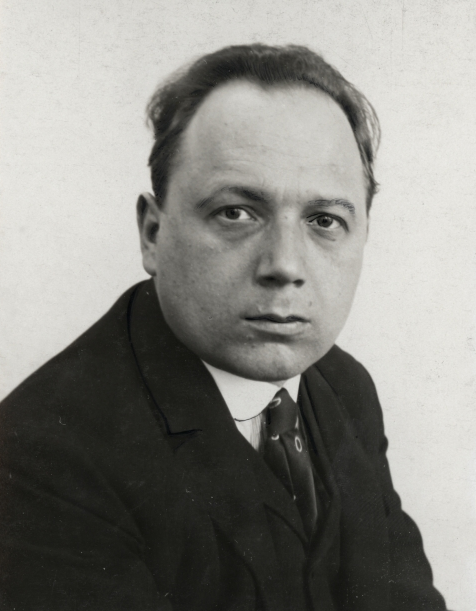
エアハルト・ブッシュベック：マックス・フェニケル撮影

スキャンダルコンサート（Skandalkonzert、scandal concert）は、1913年3月31日にウィーン、ムジークフェラインにおいて開催されたコンサートの通称である。この企画は、ウィーン楽友協会の大ホールでウィーン・コンサート協会（Vienna Concert Society）の会員らによって開催された。曲目には新ウィーン楽派の作曲家による音楽が取り入れられていた。コンサート中、ベルクの師であったアルノルト・シェーンベルクの指揮によって行われたが、警官が手に負えないほどの興奮と混乱が巻き起こり裁判が必要になるほどであった。これによりコンサートは途中で中止になった。
混乱のさなか、コンサート主催者の1人で劇作家のエアハルト・ブッシュベック（1885年 - 1942年、Erhard Buschbeck）が来場者の顔を平手打ちしたと言われている。これは後にブッシュベックに対する訴訟につながることになった。また、別名の「Watschenkonzert（オーストリアドイツ語で「平手打ちコンサート」を意味する）」は、ブッシュベックの平手打ちが由来である。ブッシュベックによる暴行容疑の目撃者であるオペレッタ作曲家のオスカー・シュトラウスは、その平手打ちは「その夜で最も調和のとれた音だった」と証言した。
なお、同年に行われたストラヴィンスキーのバレエ『春の祭典』の初演も混乱に見舞われているが、これらの初演はそれよりも2か月早く行われている。

## 関係者

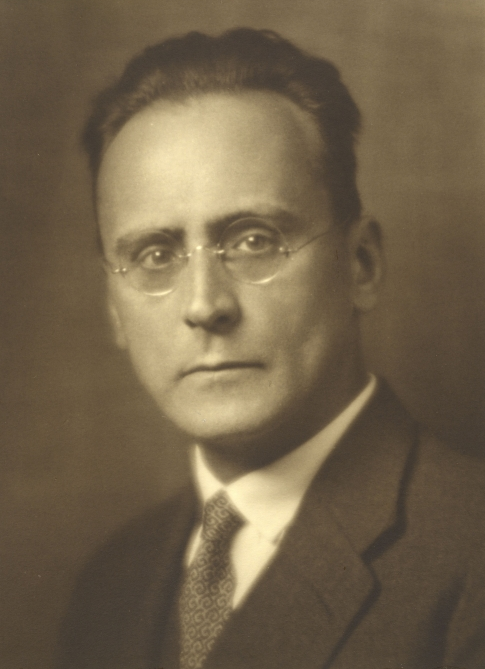
ウェーベルン
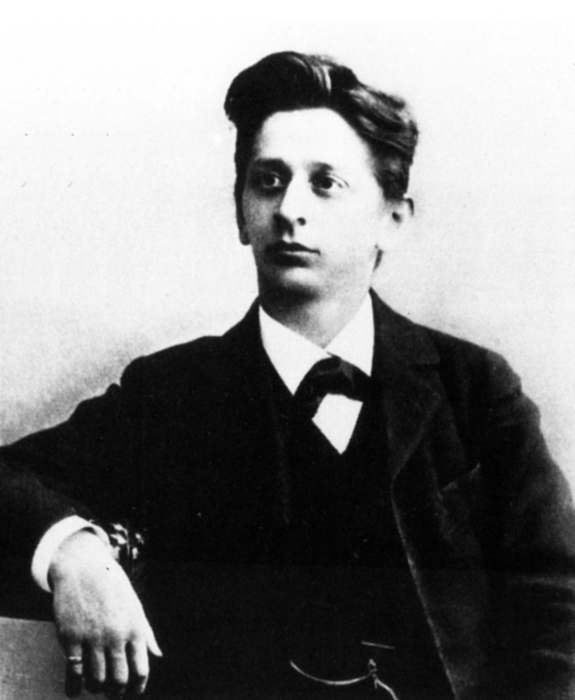
ツェムリンスキー
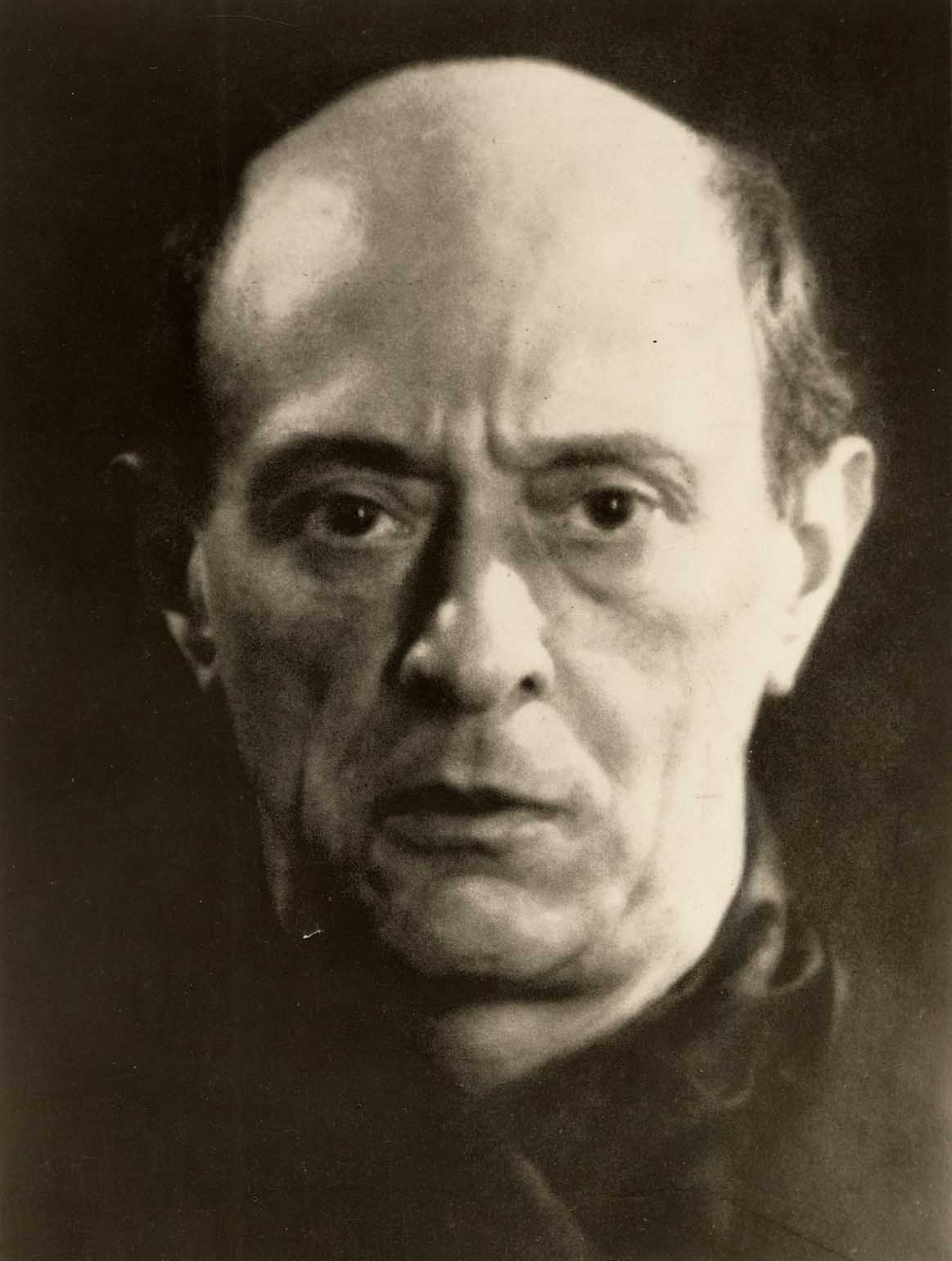
シェーンベルク
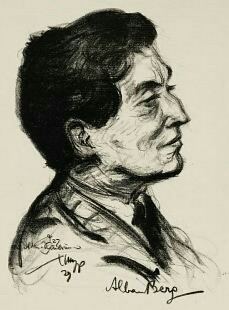
ベルク
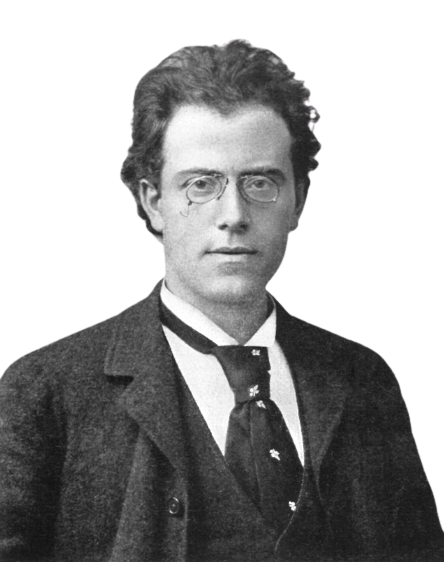
マーラー

開催者：ウィーン・コンサート協会（Vienna Concert Society）
指揮：アルノルト・シェーンベルク
音楽：ウェーベルン、ツェムリンスキー、シェーンベルク、ベルク、マーラー
その他関係者：エアハルト・ブッシュベック（Erhard Buschbeck）

## プログラム
- ウェーベルン：オーケストラのための6つの小品 Op. 6.
- ツェムリンスキー：メーテルリンクの詩による4つの管弦楽曲
- シェーンベルク：室内交響曲第1番
- ベルク：ペーター・アルテンベルクの絵はがきのテキストによる5つの管弦楽付き歌曲集（アルテンベルク歌曲集） - この曲の演奏最中に前述の事態が起こった。
- マーラー：亡き子をしのぶ歌

これらの作品にとって、この事態は悪影響を及ぼしていた。特にベルクの作品である「アルテンベルク歌曲集」は、約40年後の1952年にヤッシャ・ホーレンシュタインの指揮によりローマとパリで行われるまで一切再演されず、フルスコアは1966年まで印刷されなかった。

## 歴史
シェーンベルクの『グレの歌』の初演は、1913年2月23日にウィーンでフランツ・シュレーカー指揮のもと行われ、シェーンベルクの作品には珍しく、聴衆からも評論家からも支持され、非常な成功を収めた。しかし、シェーンベルクはウィーン国民の以前の保守的な態度に腹を立て、拍手をされることを非難した。その返しとして、聴衆は数週間後にで行われる新ウィーン楽派の音楽が詰め込まれた次のコンサートで復讐を果たした。それがこのスキャンダルコンサートだったのである。当時の報道陣は、シェーンベルク派とシェーンベルクの弟子とシェーンベルク非難者が互いに対立し合い、物を投げ、コンサートを妨害し、インテリアを破壊するなど、騒々しい暴動だったと話している。